# Infimum
Infimum är ett matematiskt begrepp som i princip motsvarar minimum när man har en mängd som inte har ett minsta värde men som ändå är begränsad, till exempel ett öppet intervall.
Strikt definieras infimum som den största minoranten till en mängd.
Det går att visa att alla icke-tomma delmängder av R (de reella talen) som är nedåt begränsade har ett infimum.
Den tomma mängden har infimum = +{\displaystyle \infty }.
Alla minima är också infima.
Den analoga motsvarigheten till maximum kallas supremum.